# Tulle
Tulle là tỉnh lỵ của tỉnh Corrèze, thuộc vùng Nouvelle-Aquitaine của nước Pháp, có dân số là 15.553 người (thời điểm 1999).

## Khí hậu
Tulle có khí hậu đại dương (phân loại khí hậu Köppen Cfb).
| Dữ liệu khí hậu của Tulle                | Dữ liệu khí hậu của Tulle | Dữ liệu khí hậu của Tulle | Dữ liệu khí hậu của Tulle | Dữ liệu khí hậu của Tulle | Dữ liệu khí hậu của Tulle | Dữ liệu khí hậu của Tulle | Dữ liệu khí hậu của Tulle | Dữ liệu khí hậu của Tulle | Dữ liệu khí hậu của Tulle | Dữ liệu khí hậu của Tulle | Dữ liệu khí hậu của Tulle | Dữ liệu khí hậu của Tulle | Dữ liệu khí hậu của Tulle |
| Tháng                                    | 1                         | 2                         | 3                         | 4                         | 5                         | 6                         | 7                         | 8                         | 9                         | 10                        | 11                        | 12                        | Năm                       |
| ---------------------------------------- | ------------------------- | ------------------------- | ------------------------- | ------------------------- | ------------------------- | ------------------------- | ------------------------- | ------------------------- | ------------------------- | ------------------------- | ------------------------- | ------------------------- | ------------------------- |
| Cao kỉ lục °C (°F)                       | 18.1 (64.6)               | 24.8 (76.6)               | 27.0 (80.6)               | 30.1 (86.2)               | 34.0 (93.2)               | 40.0 (104.0)              | 40.0 (104.0)              | 40.5 (104.9)              | 35.5 (95.9)               | 30.6 (87.1)               | 25.8 (78.4)               | 20.2 (68.4)               | 40.5 (104.9)              |
| Trung bình ngày tối đa °C (°F)           | 8.4 (47.1)                | 10.4 (50.7)               | 14.2 (57.6)               | 17.0 (62.6)               | 21.0 (69.8)               | 24.6 (76.3)               | 27.0 (80.6)               | 26.8 (80.2)               | 22.9 (73.2)               | 18.3 (64.9)               | 12.0 (53.6)               | 8.8 (47.8)                | 17.7 (63.9)               |
| Trung bình ngày °C (°F)                  | 4.3 (39.7)                | 5.4 (41.7)                | 8.4 (47.1)                | 10.9 (51.6)               | 14.7 (58.5)               | 18.0 (64.4)               | 20.3 (68.5)               | 20.0 (68.0)               | 16.4 (61.5)               | 13.0 (55.4)               | 7.6 (45.7)                | 4.8 (40.6)                | 12.0 (53.6)               |
| Tối thiểu trung bình ngày °C (°F)        | 0.3 (32.5)                | 0.5 (32.9)                | 2.6 (36.7)                | 4.9 (40.8)                | 8.5 (47.3)                | 11.5 (52.7)               | 13.5 (56.3)               | 13.1 (55.6)               | 9.8 (49.6)                | 7.6 (45.7)                | 3.2 (37.8)                | 0.9 (33.6)                | 6.4 (43.5)                |
| Thấp kỉ lục °C (°F)                      | −21.0 (−5.8)              | −16.1 (3.0)               | −13.0 (8.6)               | −7.0 (19.4)               | −2.0 (28.4)               | −0.5 (31.1)               | 4.7 (40.5)                | 2.0 (35.6)                | 0.0 (32.0)                | −5.4 (22.3)               | −10.0 (14.0)              | −15.5 (4.1)               | −21.0 (−5.8)              |
| Lượng Giáng thủy trung bình mm (inches)  | 111.5 (4.39)              | 95.3 (3.75)               | 94.6 (3.72)               | 111.2 (4.38)              | 107.6 (4.24)              | 84.0 (3.31)               | 79.8 (3.14)               | 78.2 (3.08)               | 101.1 (3.98)              | 120.5 (4.74)              | 122.8 (4.83)              | 123.3 (4.85)              | 1.229,9 (48.42)           |
| Số ngày giáng thủy trung bình (≥ 1.0 mm) | 13.4                      | 10.7                      | 11.4                      | 12.6                      | 12.5                      | 9.3                       | 8.1                       | 8.8                       | 9.5                       | 12.0                      | 12.8                      | 12.8                      | 133.9                     |
| Nguồn: Météo France                      |                           |                           |                           |                           |                           |                           |                           |                           |                           |                           |                           |                           |                           |

## Các thành phố kết nghĩa
- Schorndorf, Đức,
- Rentería, Tây Ban Nha,
- Bury, Vương quốc Anh,
- Lousada, Bồ Đào Nha,
- Smolensk, Nga,

## Nhân vật nổi tiếng
- Etienne Baluze (1630-1718), sử gia
- Christian Binet (sinh 1947), nhà vẽ tranh cho truyện comic
- Maximin Deloche (1817-1900), sử gia
- Robert Nivelle (1856-1924), tướng quân đội
- Eric Rohmer (sinh 1920), đạo diễn